# Гипотеза огнедышащих динозавров
Гипотеза огнедышащих динозавров (англ. fire-breathing dinosaur hypothesis) — предположения ряда сторонников младоземельного креационизма о существовании в прошлом динозавров, способных извергать пламя. Главным обоснованием авторы гипотезы считают, что мифы о драконах содержали в себе «достаточно точное» описание динозавров, задолго до открытия их ископаемых остатков. Данные предположения с научной точки зрения подробно рассмотрел доктор биологических наук, специалист по палеобиологии динозавров Филип Дж. Сентер (англ. Philip J. Senter), где он пришёл к выводу, что испускание огня для динозавра либо физиологически невозможно, либо в некоторых случаях нанесло бы вред ему самому.

## Истоки гипотезы
По мнению Филипа Сентера, истоки предположений о существовании огнедышащих динозавров лежат в младоземельном креационизме, который утверждает, что люди и динозавры возникли и жили примерно в одно время около шести тысяч лет назад. Развивая данную «теорию», её сторонники считают, что легенды о драконах основаны на реальных встречах людей и динозавров. В качестве одного из обоснований они считают, что драконы в мифологии имели очень похожий на динозавров внешний вид задолго до открытия ископаемых остатков динозавров.
Идею о том, что динозавры были огнедышащими, впервые выдвинул в 1978 году американский биохимик и сторонник младоземельного креационизма Дуэйн Гиш в своей книге для детей «Динозавры, эти ужасные ящеры» (англ. Dinosaurs, Those Terrible Lizards). Впоследствии в 2007 году американское издательство BJU Press опубликовало учебниках по биологии для 7 класса под редакцией Брэда Р. Бэтдорфа, Томаса Порша, где содержится изложение этих идей.

## Варианты гипотезы
Филип Сентер выделил в рассматриваемой литературе несколько вариантов биологического объяснения возможности изрыгать огонь у динозавров с подробным разбором каждого варианта (каждый из этих вариантов по его мнению может претендовать на статус самостоятельной гипотезы).

### Существующие аналоги в живой природе

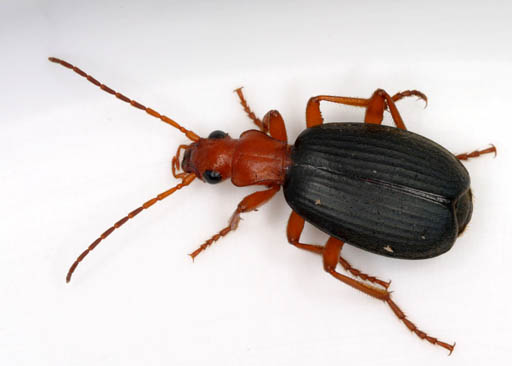
Жук-бомбардир приводится некоторыми авторами как пример существующих ныне «огнедышащих» организмов ; тем не менее, защитный механизм этих жуков никак не связан с «выдыханием огня», как и в целом с реакцией горения

В качестве возможных прообразов и аналогов огнедышащих животных Дуэйн Гиш привёл жуков-бомбардиров, которые для защиты от хищников распыляют в воздухе смесь перекиси водорода и гидрохинона. За счёт наличия в смеси биохимических катализаторов (ферментов) данная смесь разогревается при контакте с воздухом до температуры около 100 ℃, после чего закипает и наносит урон нападавшему. К предполагаемым аналогичным механизмам у динозавров ряд авторов (Фил Филипс в 1994 году; Дуглас Хэмп в 2000 году; Дарек Исаакс в 2010 году; Март-Жан Пол в 2010 году) добавили возможность генерации искр, взрывов или пламени. Однако Сентер отвергает данное предположение и указывает, что защитный механизм жуков-бомбардиров основан на нанесении термического ожога горячей жидкостью и не имеет никакого отношения к реакции горения.
Некоторые авторы (Генри Моррис в своих книгах 1984 и 1988 годов ; Деннис Р. Петерсен; Ли Д. Нирманн в 1994 году; Дональд Б. Де Янг в 2000 году) в качестве возможного аналога огнедышащих динозавров приводят пример животных с люминисцирующими системами и электрических угрей. Однако приведённые авторами в качестве примера биолюминесценция и биологическая генерация электричества, по мнению Сентера, не имеет никакого отношения к химической реакции горения и, к тому же, выделяет мало тепла. Поэтому в природе не существует аналогов реакции воспламенения, которые могли бы подтвердить возможность существования огнедышащих динозавров.

### Накопление горючих газов
Генри Моррис в 1984 году и Джеймс Гилмер в 2011 году излагали, что динозавры могли изрыгать самовоспламеняющийся на воздухе газ. Сентер в опровержение данной гипотезы замечает, что выпущенный из дыхательных путей крупного животного такой газ воспламенился бы немедленно с обжиганием морды или даже горла животного. При этом он замечает, что данную опасность для самого динозавра могли бы устранить огнестойкие ткани верхних дыхательных путей (например, негорючий теплоизолирующий минеральный покров из карбоната или фосфатов кальция), однако, во-первых, такие покровы не известны у животных, а во-вторых, не обнаружены в окаменелостях динозавров, где должны были бы обязательно сохраниться.
На основе того факта, что многие травоядные испускают большое количество метана Джон Моррис в 1999 году высказал предположение, что крупные травоядные динозавры могли отрыгивать накапливаемый ими этот горючий газ с одновременным поджиганием. Сентер в опровержение замечает, что метан из-за меньшей, чем у воздуха, плотности в первую очередь образовывал бы облако, что привело бы к обширным ожогам головы динозавра.
Де Янг в 2000 году и Гилмер в 2011 году выдвинули предположение, что у динозавров могли быть аналогичные электрическим рыбам и электрическим скатам природные органы генерации электричества, посредством которых они вырабатывали искры для поджигания метана. Помимо уже упомянутой опасности метана в первую очередь для самого динозавра Сентер отметил, что электрический разряд легче распространяется в воде и биологических тканях и намного труднее — в воздухе и метане. Поэтому даже в случае достаточного электрического напряжения между челюстями динозавра при открытой глотке произойдёт не проскакивание искры в воздухе между челюстями, а проход тока в обход через челюстную мускулатуру динозавра.
Гилмер в 2011 году также выдвинул предположение, что динозавры могли получать искру для воспламенения метана путём трения твёрдых покровов «во рту, в горле, или во внутренних органах». Однако Сентер замечает, что входящие в состав тела животных твёрдые вещества не могут образовывать искры при трении — для этого потребовалась бы такая форма кварца, как кремень. Хотя известно, что некоторые микроорганизмы могут выделять в результате своей жизнедеятельности различные минералы на основе оксида кремния(IV), однако даже если бы осаждающие кремень микроорганизмы населяли рот или горло динозавров, любой метан, подожжённый там, взорвался бы там же, вызывая серьёзные внутренние повреждения. Кроме того, неизвестно, благодаря чему во внутренних органах может появиться кислород, необходимый для поддержания пламени.
Исаакс, Бэтдорф, Порш Лэйси в 2013 году выдвинули предположение, что динозавры могли изрыгать отдельно две пары химических соединений, которые воспламенялись в результате контакта друг с другом (так называемая гипергольная смесь окислителя и горючего, которая может воспламеняться без инициирования искрой или открытым пламенем). В опровержение Филип Сентер замечает, что хотя известно много таких пар химических соединений, почти все они либо изобретены человеком и не встречаются в природе, либо температура, при которой компоненты этих смесей стабильны, слишком низкие для любых живых существ. Только пероксид водорода как окислитель и аммиак как горючее могут гипотетически использоваться живыми существами. Но подходящие для воспламенения пероксидом водорода горючие вещества (керосин, пентаборан, или смеси, включающие в себя гидразин и метанол) слишком ядовиты для живых существ. Подходящие для аммиака окислители (жидкий кислород и жидкий фтор) имеют температуру кипения в −183 ℃ и −188 ℃ соответственно, что неприемлемо для живых организмов. Дополнительно встаёт проблема, что газообразные формы гипергольных смесей при их «изрыгании» будут окутывать голову динозавра, в случае применения газообразного и жидкого компонента газообразный компонент при взаимодействии со струёй жидкого компонента достигнет животного, а применение только жидких компонентов для безопасности самого животного требует их соединения на достаточно большом расстоянии от динозавра.

## Возможные органы для извержения огня

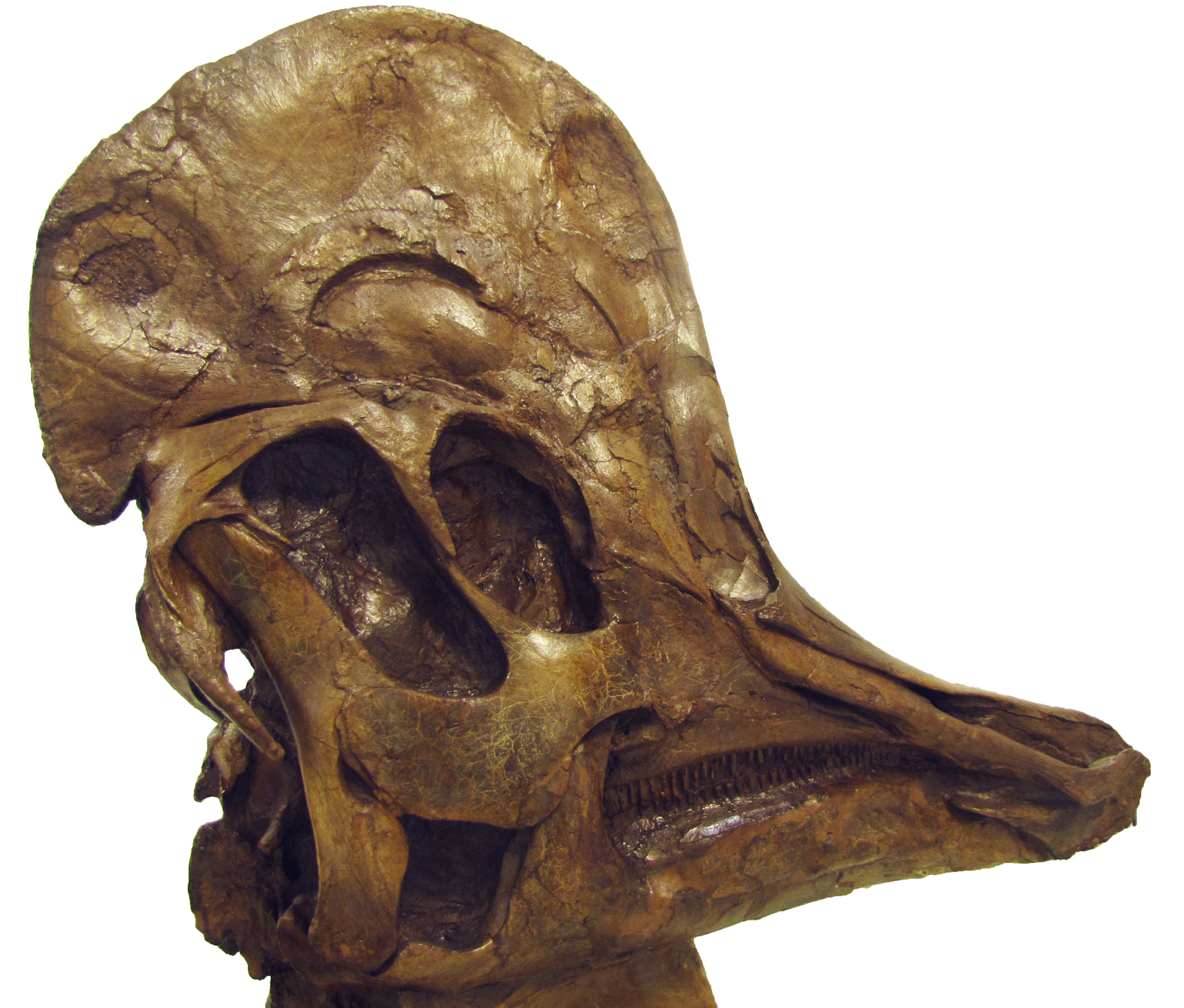
Окаменелость черепа коритозавра

Некоторые авторы утверждают, что полые гребни утконосых динозавров подсемейства ламбеозаврин (например, коритозавра) были предназначены для хранения или смешивания горючих газов. Сентер опровергает данные предположения тем фактом, что ходы этих гребней использовались для дыхания, и наличие в них посторонних газов могло вызвать удушье. Также в задней камере гребней находился орган обоняния, поэтому воспламенение газов, помимо ожогов дыхательных путей, могло привести к потере обоняния.
У данных динозавров имелись дивертикулы (тянущиеся вверх от носовых ходов замкнутые полости), поэтому теоретически они могли бы использоваться для синтеза воспламеняющихся веществ без прямых помех для дыхания, однако у архозавров, существующих в наше время (крокодилы и птицы) дивертикулы носовых проходов содержат лишь воздух, но не железы или приспособления для запасания веществ. Кроме того, упомянутые выше опасности распыления самовоспламеняющихся газов внутри дыхательных путей или из ноздрей динозавров остаются актуальными. Только распыление гипергольной пары жидкостей из правой и левой ноздри путём сжатия мускулатуры теоретически могло привести к их смешиванию на безопасном для динозавра расстоянии. На ископаемых остатках скелетов ламбеозаврин на костях черепа, как и в скелетах современных архозавров, не найдены признаки наличия ни желёз, ни протоков, ни мускулов для данного механизма.
Дарек Исаакс в 2010 году выдвинул гипотезу, что у динозавров был отдельный «кусок хряща», который «мог содержать область смешивания химических веществ и кислорода, используемых для горения». Сентер опровергает эту гипотезу как отсутствием данных аналогов у известных животных, так и неизбежным повреждением данного хряща от действия пламени.

### Другие вымершие животные

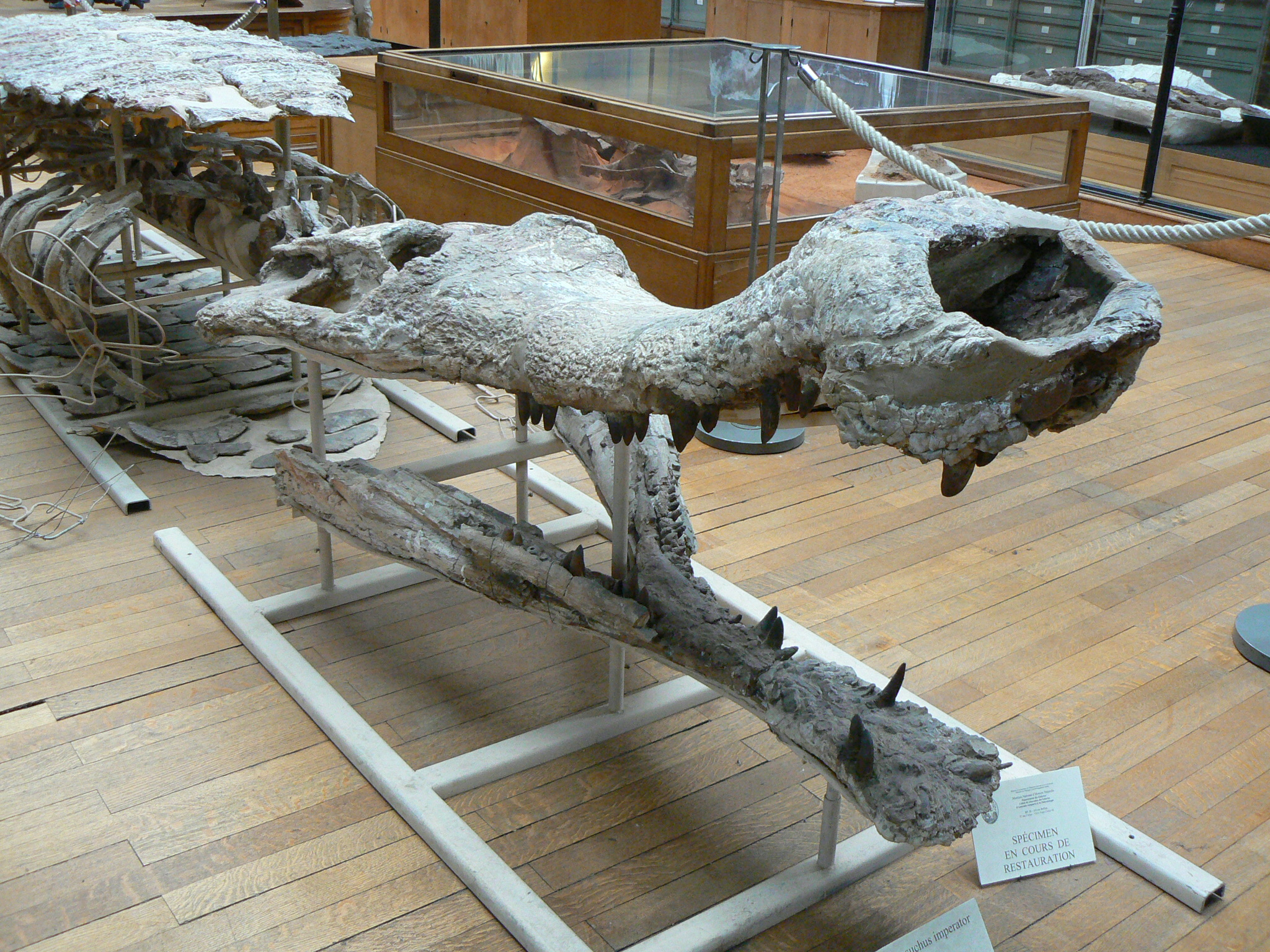
Окаменелости черепа саркозуха

Питер Букер в 2005 году выдвинул гипотезу, что увеличенная полость на конце морды крокодиломорфа саркозуха мелового периода была предназначена для воспламенения горючей смеси. Март-Жан Пол и Карл Виланд предположили, что эта полость использовалась для смешивания горючих газов. Идею об использовании данной полости для генерации огня поддержали Бэтдорф, Порш и Лэйси в 2013 году в учебнике по биологии для 7-го класса. Однако увеличение ширины морды саркозуха идёт по всей её длине и связано с переходом хищников от питания рыбой к более разнообразному рациону с включением в него крупной добычи. Иллюзия наличия крупной полости на конце морды возникла в связи с отсутствием у Саркозуха жёсткой носовой перегородки, а мягкая ткань хряща не сохранилась на образцах скелета. Также Сентер отмечает, что в любом случае генерация огня в данном органе вызвала бы его ожог.
Джеймс Гилмер в 2011 году выдвинул гипотезу, что гребни некоторых птерозавров (например, птеранодона) могли использоваться как хранилище воспламеняющегося газа. Сентер категорически отверг эту гипотезу на основе следующих фактов: хотя у некоторых птерозавров гребни используются как ответвления носовой полости или полости среднего уха, сами гребни имеют слишком маленькую толщину для запасания горючего газа, а у доживших до наших дней архозавров носовые ответвления предназначены только для дыхания. У самих же птеранодонов не обнаружены ответвления носовой полости в лобной кости, частью которой является гребень.

## Культурологическое объяснение мифов о драконах
Легенды о мифических драконах достаточно широко распространены среди различных культур, и известны достаточно давно. Слово «дракон» происходит от др.-греч. δράκων и лат. draco  — оба этих слова означают «змей». Многочисленные древние греческие и римские артефакты иллюстрируют мифы о змеях, и на них на всех изображённое животное — змея. Древнегреческие и римские работы по естествознанию описывали драконов исключительно как змею. Некоторые из таких работ ограничивались применением этого термина к крупным неядовитым змеям-душителям, в частности, к эскулапову полозу (Zamenis longissima), или к африканским и индийским питонам.
Представления о драконах сохранились в Средние Века, получив особенное развитие. Сведения о том, что драконы могли летать и метать огонь, начались только с пятого века нашей эры. К X веку драконы обычно изображались с оперёнными крыльями и парой конечностей . Описание драконов как четвероногих животных с крыльями как у летучей мыши началось с XIII века и стало обычным в эпоху Возрождения. К XIX веку, когда натуралисты дали динозаврам их первые научные описания, европейские художники на протяжении уже примерно четырёх веков регулярно изображали драконов, имеющих до странности динозавровую или птерозавровую внешность. Естественно, за этим последовали предположения о том, что встречи людей с этими животными стали источником вдохновения для легенд о драконах, и авторы книг по младоземельному креационизму изображают динозавров как огнедышащих существ.